# Fadi Malke
Fadi Malke, född 13 januari 1986, är en svensk fotbollsspelare som spelade för Hammarby IF.
Han är back, men han kan också spela som mittfältare. Han plockades inför säsongen 2007 upp i Hammarbys A-trupp från farmarlaget Hammarby Talang FF dit han kom från IF Brommapojkarna. Malke gjorde under 2007 sin debut i A-laget.